# María Xosé Cimadevila
María Xosé Cimadevila Cea  (1959, La Estrada -8 de junio de 2005) fue una política gallega del Partido Popular de Galicia (PPdeG).

## Trayectoria
Poseyó una licenciatura en Derecho, fue directora general de Relaciones laborales y la primera mujer que desempeñó el cargo de Secretaria General en la Comunidad autónoma gallega, siendo Secretaría general de la Consejería de Justicia. Y Consejera de Asuntos Sociales, Empleo y Relaciones Laborales en el penúltimo gobierno de Fraga (2003-2004). En 2004, un cáncer la obligó a retirarse.

## Honores
- 2005: La Junta le concedió la medalla Castelao